# 里昂帕尔迪厄站
里昂帕尔迪厄站，是一座法國國家鐵路的車站，位於法國东南部城市里昂。里昂帕尔迪厄站開業於1978年，是都市更新開發的產物，现已成为里昂市区最重要的铁路车站。

## 车站名称
里昂帕尔迪厄站因地处帕尔迪厄街区而得名。因法语翻译标准的不同，里昂帕尔迪厄站有时又被翻译为“里昂帕尔迪约站”或“里昂帕迪约站”等。

## 车站历史
里昂帕尔迪厄站最初建于1859年，但仅作为一个货运车站而存在。而当时里昂的主要客运车站是布洛托火车站（Gare des Brotteaux），该站位于里昂帕尔迪厄站北侧大约一公里。1983年，随着法国高速铁路东南线（LGV Sud-Est）的建成通车，里昂地区的客流量大幅度增加，原有的布洛托火车站已无法满足客流增长的需要，为此，里昂市政府动工兴建了新的里昂帕尔迪厄站，而原有的布洛托火车站则成为了博物馆。

## 车站结构
里昂帕尔迪厄站位于里昂市区东侧，距离里昂市政厅（Hôtel de ville）大约3公里。车站呈南北走向，东西两侧均有出入口，分别叫维莱特（Villette）和维维耶-梅尔勒（Vivier-Merle）。其中维维耶-梅尔勒一侧的出口可连接附近的里昂帕尔迪厄商业区。
里昂帕尔迪厄站是一个高架车站，分为上下两层：第一层为商业层，设有售票大厅、自动售票机和候车室；第二层为站台层，可通过自动扶梯连接。
里昂地铁B线、里昂有轨电车1、3、4和机场线以及多条市区公交线均可到达该站。

## 本站可直达的城市
里昂帕尔迪厄站是法国通达度最高的铁路车站。
| 里昂帕尔迪厄站出发可直达的城市 | |

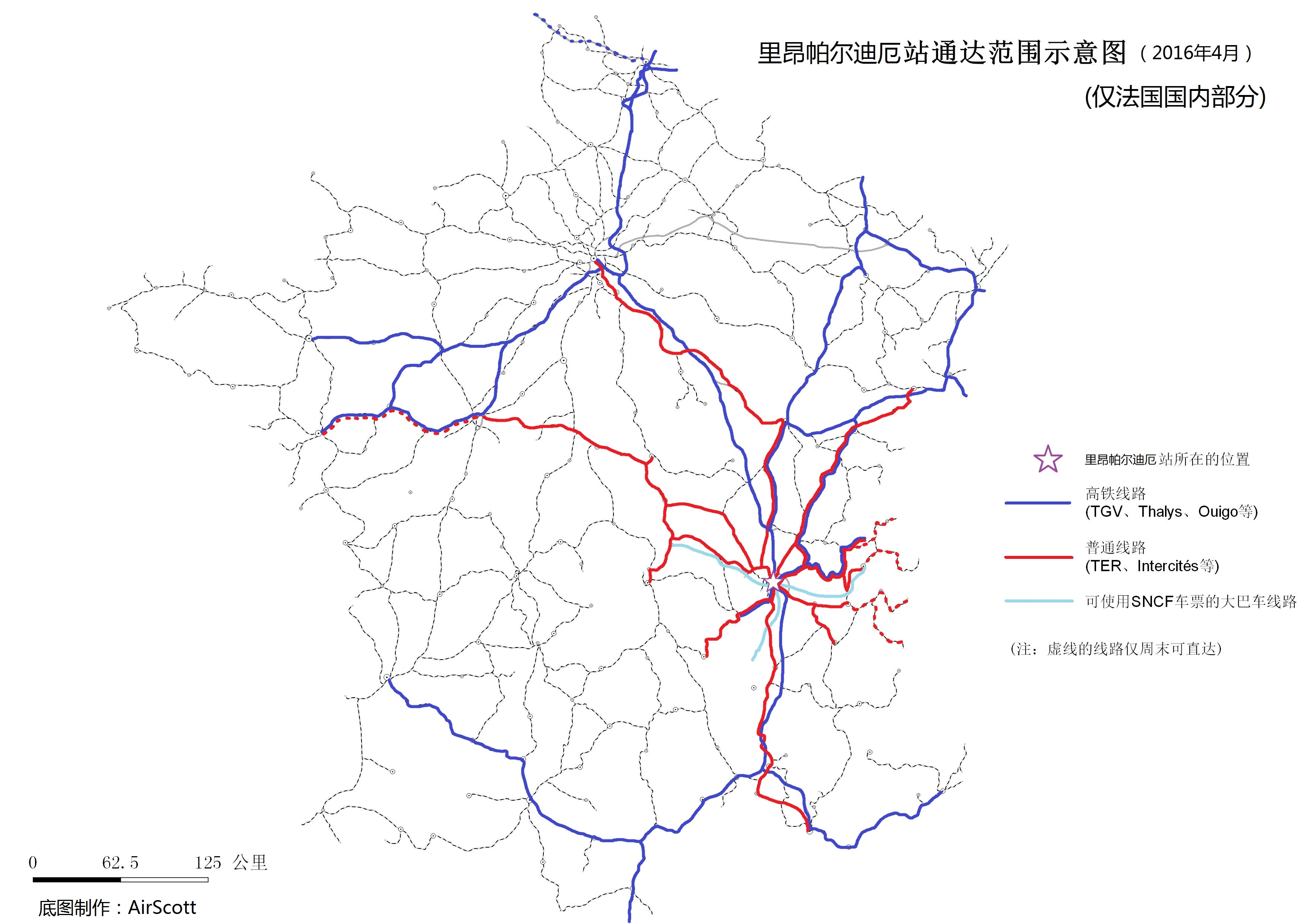
里昂帕尔迪厄站通达范围示意图（2016年4月）

| - 为方便阅读，可到达的城市按照城市法语名的首字母顺序排序。 - 粗体字为法国省会城市，斜体字的城市仅周末或特定时段才能直达。 - 中文名称非官方正式翻译，仅供参考。 | |
| 目的地所在大区或国家 | 可以直达的目的地 |
| 法兰西岛 | 巴黎戴高乐机场、马恩拉瓦莱、马西、芒特拉若利、巴黎、凡尔赛 |
| 大东部 | 科尔马、屈尔蒙、梅斯、米卢斯、南锡、讷沙托、斯特拉斯堡、蒂永维尔、图勒 |
| 新阿基坦 | 阿让、波尔多 |
| 勃艮第-弗朗什-孔泰 | 阿尔布瓦、阿尔克和瑟南、博姆莱达姆、博讷、贝尔福、贝桑松、索恩河畔沙隆、沙尼、克莱瓦勒、第戎、卢瓦尔河畔日利、埃里库尔、茹瓦尼、勒克勒佐、杜河畔利勒、拉克莱特、隆斯勒索涅、马孔、米热讷、莫兰日、蒙巴尔、蒙贝利亚尔、穆沙尔、讷韦尔、尼伊、帕赖勒莫尼亚勒、波利尼、桑凯兹-莫斯、圣阿穆尔、圣克洛德、圣弗洛朗坦、桑斯、托内尔、图尔尼 |
| 布列塔尼 | 雷恩 |
| 中央-卢瓦尔河谷 | 布莱雷、布尔日、舍农索、日耶夫尔、蒙特里沙尔、圣艾尼昂、圣皮埃尔代科尔、谢尔河畔塞勒、图尔、维耶尔宗、谢尔河畔自由城 |
| 奥克西塔尼 | 贝济耶、卡尔卡松、蒙托邦、蒙彼利埃、纳博讷、尼姆、佩皮尼昂、塞特、图卢兹 |
| 上法兰西 | 阿拉斯、杜埃、里尔、上皮卡第TGV站、图尔宽 |
| 诺曼底 | 勒阿弗尔、鲁昂 |
| 卢瓦尔河地区 | 昂热、拉瓦勒、勒芒、南特、索米尔 |
| 普罗旺斯-阿尔卑斯-蓝色海岸 | 普罗旺斯地区艾克斯、昂蒂布、阿尔勒、阿维尼翁、贝达里德、博莱讷、戛纳、库尔泰宗、莱萨尔克、马赛、米拉马斯、尼斯、奥朗日、圣拉斐尔、索尔格、塔拉斯孔、土伦、维特罗勒 |
| 奥弗涅-罗讷-阿尔卑斯 | 艾格贝勒、艾姆拉普拉涅、艾克斯莱班、阿尔邦斯、阿尔贝维尔、索恩河畔阿尔比尼、昂贝略昂比热、昂普勒皮、阿讷西、阿讷马斯、卢瓦尔河畔欧雷克、博扎克、贝勒加德、索恩河畔贝尔维尔、贝利尼亚、贝诺、博洛宗、博讷维尔、邦斯昂沙布莱、布雷斯地区布尔格、圣莫里斯堡、布尔关雅略、布里永、塞泽里亚、卢瓦尔河畔沙马利耶尔、尚贝里、沙姆莱、沙穆塞、沙蒂永、绍法耶、谢西、克莱蒙费朗、克吕斯、库桑斯、屈洛兹、迪关、贝布尔河畔栋皮埃尔、栋泽尔、埃皮埃尔、埃维昂莱班、菲尔米尼、弗龙特内克斯、日沃尔、格勒诺布尔、伊泽尔河畔格雷西、拉尔布雷勒、勒布瓦德万、拉莱谢尔、拉里卡马里、福龙河畔拉罗什、拉图尔迪潘、拉瓦尔博讷、拉韦皮耶尔、阿泽尔格河畔拉米尔、朗德里、卢瓦尔河畔拉武特、勒尚邦-弗日罗勒、勒科托、勒佩阿日德鲁西永、勒皮、莱潘勒拉克、德龙河畔利夫龙、德龙河畔洛里奥勒、洛扎讷、马希伊、马格朗、马里尼耶、马尔略、梅克西米约、米奥奈、米里贝勒、莫达讷、蒙特利马尔、穆兰、蒙吕埃勒、蒙梅利扬、穆捷、索恩河畔讷维尔、尼里约-沃洛尼亚、奥约纳、佩里涅、皮埃尔拉特、蓬丹、勒蓬德博瓦桑、雷欧蒙、雷尼、雷尼耶-埃斯里、勒图尔纳克、里永、里沃德日耶、里沃、罗阿讷、吕米伊、圣安德烈德科尔西、圣阿夫尔、圣沙蒙、罗讷河畔圣克莱尔、圣艾蒂安、圣热尔韦莱班、圣日耳曼欧蒙多尔、圣让德莫里耶讷、圣于连昂热讷瓦、圣马塞尔、圣莫里斯德贝诺、圣米歇尔-德莫里耶讷、圣保罗德瓦拉克斯、圣皮埃尔达尔比尼、福西尼地区圣皮埃尔、圣皮埃尔勒穆捷、圣朗贝尔达尔邦、圣瓦利耶、兰河畔圣维克托、圣樊尚、萨朗什、萨托奈康、塞尔瓦斯、塞塞勒、叙朗河畔锡芒德尔、坦莱尔米塔日、塔拉尔、特奈、托农莱班、瓦朗斯、瓦莱里、维希、维埃纳、维拉尔莱栋布、索恩河畔自由城、维勒勒韦叙尔、大维里约、瓦龙、沃雷 |
| 西班牙 | 巴塞罗那、菲格拉斯、赫罗纳 |
| 比利时 | 布鲁塞尔 |
| 卢森堡 | 卢森堡 |
| 瑞士 | 巴塞尔、日内瓦 |
| 德国 | 巴登-巴登、法兰克福、卡尔斯鲁厄、曼海姆 |
| 意大利 | 巴尔多内基亚、米兰、乌尔克斯、都灵 |
| 英国 | 阿什福德、肯特、伦敦 |
| 1. 2. | |

## 停靠线路
以下列车线路在里昂帕尔迪厄站停靠：
| 里昂帕尔迪厄站列车线路表             |            |                               |                                |                 |
| 线路                                 | 车种       | 上一站                        | 下一站                         | 大致运行频率    |
| 巴黎—里昂/佩拉什                     | TGV        | 巴黎/马孔                     | （终点）/里昂佩拉什            | 每天10趟左右    |
| 巴黎—圣艾蒂安                        | TGV        | 巴黎                          | 圣艾蒂安                       | 每天2~4趟       |
| 巴黎→米兰                            | TGV        | 马孔TGV                       | 尚贝里                         | 每天1趟（单程） |
| 布鲁塞尔/里尔—马赛/土伦/尼斯         | TGV        | 马恩拉瓦莱-谢西               | 瓦朗斯TGV/阿维尼翁TGV          | 每天5趟左右     |
| 布鲁塞尔/里尔—蒙彼利埃/佩皮尼昂      | TGV        | 马恩拉瓦莱-谢西               | 瓦朗斯TGV/尼姆                 | 每天4趟左右     |
| 布鲁塞尔/里尔—里昂                   | TGV        | 马恩拉瓦莱-谢西/勒克勒佐TGV   | 里昂佩拉什                     | 每天1~2趟       |
| 南特—里昂                            | TGV        | 马西TGV                       | 里昂佩拉什                     | 每天1~2趟       |
| 南特/雷恩—马赛                       | TGV        | 马西TGV                       | 瓦朗斯TGV/阿维尼翁TGV          | 每天2趟左右     |
| 南特/雷恩—蒙彼利埃                   | TGV        | 马西TGV                       | 瓦朗斯TGV/尼姆                 | 每天1趟         |
| 勒阿弗尔—马赛                        | TGV        | 马西-帕莱索                   | 瓦朗斯TGV                      | 每天1趟         |
| 梅斯/第戎/里昂—马赛/尼斯             | TGV        | 第戎/马孔/（起点）            | 瓦朗斯TGV/阿维尼翁TGV          | 每天4趟左右     |
| 卢森堡/梅斯/斯特拉斯堡—蒙彼利埃      | TGV        | 第戎/马孔                     | 瓦朗斯TGV/尼姆                 | 每天4趟左右     |
| 卢森堡/斯特拉斯堡/巴塞尔—里昂/马赛   | TGV        | 贝桑松TGV/马孔                | （终点）/瓦朗斯TGV/阿维尼翁TGV | 每天3趟左右     |
| 法兰克福—马赛                        | TGV        | 贝桑松TGV/索恩河畔沙隆        | 阿维尼翁TGV                    | 每天1趟         |
| 斯特拉斯堡—马赛                      | TGV        | 布雷斯地区布尔格              | 瓦朗斯TGV                      | 每天1趟         |
| 里昂—图卢兹/波尔多                   | TGV        | （起点）                      | 瓦朗斯TGV/尼姆                 | 每天3趟左右     |
| 南锡/第戎—图卢兹                     | TGV        | 马孔/（起点）                 | 瓦朗斯TGV/尼姆                 | 每天1趟         |
| 里昂—巴塞罗那                        | TGV        | （起点）                      | 瓦朗斯TGV                      | 每天1~2趟       |
| 日内瓦—尼斯                          | TGV Lyria  | 贝勒加尔德                    | 阿维尼翁TGV                    | 每天1趟         |
| 伦敦—马赛                            | Eurostar   | 马恩拉瓦莱-谢西               | 阿维尼翁TGV                    | [ 註 2 ]        |
| 图尔宽—里昂/佩拉什                   | Ouigo      | 马恩拉瓦莱-谢西               | （终点）/里昂佩拉什            | 每天1~2趟       |
| 南特/图尔—里昂/佩拉什                | INTERCITÉS | 罗阿讷                        | （终点）/里昂佩拉什            | 每天2趟左右     |
| 克莱蒙费朗—里昂                      | INTERCITÉS | 罗阿讷                        | （终点）                       | 每天1趟         |
| 克莱蒙费朗—里昂/佩拉什               | TER        | 塔拉尔                        | （终点）/里昂佩拉什            | 每天7趟左右     |
| 克莱蒙费朗→佩拉什                    | TER        | 克莱蒙费朗                    | 里昂佩拉什                     | 每天1趟（单向） |
| 罗阿讷—佩拉什                        | TER        | 讷维尔-阿尔比尼               | 里昂佩拉什                     | 每天11趟左右    |
| 图尔—佩拉什                          | TER        | 洛扎讷                        | 里昂佩拉什                     | 每天1趟         |
| 讷韦尔/帕赖勒莫尼亚勒—里昂/佩拉什    | TER        | 洛扎讷                        | （终点）/里昂佩拉什            | 每天5趟左右     |
| 巴黎—里昂/佩拉什                     | TER        | 圣日耳曼欧蒙多尔              | （终点）/里昂佩拉什            | 每天6趟左右     |
| 第戎/马孔—里昂/佩拉什                | TER        | 圣日耳曼欧蒙多尔              | （终点）/里昂佩拉什            | 每天8趟左右     |
| 贝尔福/贝桑松/隆斯勒索涅—里昂/佩拉什 | TER        | 昂贝略                        | （终点）/里昂佩拉什            | 每天6趟左右     |
| 布雷斯地区布尔格—佩拉什              | TER        | 维拉尔莱栋布/萨托奈           | 里昂佩拉什                     | 每天10趟左右    |
| 维拉尔莱栋布—佩拉什                  | TER        | 萨托奈                        | 里昂佩拉什                     | 每天3趟左右     |
| 佩拉什→隆斯勒索涅                    | TER        | 里昂佩拉什                    | 萨托奈                         | [ 註 3 ]        |
| 圣克洛德→佩拉什                      | TER        | 昂贝略                        | 里昂佩拉什                     | 每天1趟（单向） |
| 阿讷西/艾克斯莱班—里昂               | TER        | 昂贝略                        | （终点）                       | 每天10趟左右    |
| 日内瓦/屈洛兹/昂贝略—里昂/佩拉什     | TER        | 昂贝略/蒙吕埃勒/贝诺/米利贝勒 | （终点）/里昂佩拉什            | 每天20趟左右    |
| 圣热尔韦莱班/埃维昂—里昂             | TER        | 昂贝略                        | （终点）                       | 每天1~4趟       |
| 昂贝略/里昂—圣艾蒂安                 | TER        | 克雷皮约拉帕普/（起点）       | 日沃尔                         | 每天22趟左右    |
| 里昂—勒皮                            | TER        | （起点）                      | 圣艾蒂安                       | 每天1~2趟       |
| 里昂—尚贝里                          | TER        | （起点）                      | 布尔关雅略                     | 每天11趟左右    |
| 里昂—莫达讷/圣莫里斯堡               | TER        | （起点）                      | 布尔关雅略                     | 每周1~3趟       |
| 里昂—格勒诺布尔                      | TER        | （起点）                      | 拉韦皮耶尔/布尔关雅略          | 每天18趟左右    |
| 里昂—瓦朗斯/阿维尼翁/马赛            | TER        | （起点）                      | 维埃纳                         | 每天16趟左右    |
| 1. 2. 3. 4.                          |            |                               |                                |                 |

## 配套交通

### 长途城际客车
里昂帕尔迪厄站对应的大巴车上下车地点位于车站的东侧出口。欧洲长途客运公司Flixbus和Megabus提供途径于此的大巴车线路，而Eurolines、Isilines、Ouibus以及罗讷省城际客运的大巴车线路则停靠里昂佩拉什站。
| 停靠里昂帕尔迪厄站的大巴车 |                                       | |
| 上下车地点                 | 运营单位                              | 主要目的地 |
| 里昂帕尔迪厄站 东侧停车场  | Flixbus                               | 巴黎、布尔日、奥尔瓦勒、克莱蒙费朗、里尔、布雷斯特、坎佩尔、洛里昂、瓦讷、南特、昂热、图尔、布尔日、克莱蒙费朗、阿维尼翁、图卢兹、纳博讷、贝济耶、蒙彼利埃、瓦朗斯、波尔多、昂古莱姆、布里夫拉盖亚尔德、利摩日、盖雷、蒙吕松、伯尔尼、巴塞尔、日内瓦、都灵、米兰、热那亚、尼斯、耶尔、欧巴涅、马赛、艾克斯、福尔巴克、梅斯、南锡、斯特拉斯堡、科尔马、米卢斯、贝尔福、贝桑松、第戎、迪关、帕赖勒莫尼亚勒 |
| 里昂帕尔迪厄站 东侧停车场  | 罗讷-阿尔卑斯城际客运 Car Rhône-Alpes | 阿诺奈、塞里耶尔 |
| 里昂帕尔迪厄站 东侧停车场  | SNCF                                  | 阿讷西、布雷斯地区布尔格、罗阿讷、圣日耳曼德福塞、蒙吕松、维希 （当某条铁路线施工或罢工时，SNCF可能会提供途径该线路沿途站点的大巴车） |
| 1. 2.                      |                                       | |

### 市内交通
| 里昂帕尔迪厄站附近的公共交通线路 |                                  | |
| 公交车站名称                     | 位置                             | 停靠线路 （页面存档备份，存于） |
| Gare Part-Dieu                   | 里昂帕尔迪厄站西门（正门）的地下 | 里昂地铁B线 |
| Gare Part-Dieu - Villette        | 里昂帕尔迪厄站东门（后门）       | 有轨电车3号线（T3）、4号线（T4）、机场线（Rhônexpress）                                                                             |
| Gare Part-Dieu - Vivier Merle    | 里昂帕尔迪厄站西门（正门）       | 有轨电车1号线（T1）、C1路（无轨电车）、C2路（无轨电车）、C6路、C7路、C9路、C13路（无轨电车）、C25路、37路、38路、70路、198路、296路 |
| Part-Dieu - Jules Favre          | 里昂帕尔迪厄站正门以北大约200米  | C3路（无轨电车） |

## 前往里昂市内其它火车站
- 前往里昂佩拉什站（Gare de Lyon-Perrache），可在车站内乘坐终点为“Lyon Perrache”普通列车，也可在维维耶-梅尔勒广场乘坐里昂有轨电车1号线（T1）（方向：德堡（Debourg）），在佩拉士站（Perrache）下车即可，大约需要20~30分钟。

- 前往里昂机场站（Gare de Lyon-Saint-Exupéry TGV），在维莱特广场乘坐有轨电车机场线（Rhônexpress）可以直达，大约需要25分钟。

- 前往乌兰站（Gare d'Oullins），在维维耶-梅尔勒广场乘坐里昂地铁B线（方向：乌兰火车站（Gare d'Oullins）），在终点站下车即可，全程大约需要20~30分钟。

- 前往里昂让·马塞站（Gare de Lyon-Jean-Macé），在维维耶-梅尔勒广场乘坐里昂地铁B线（方向：乌兰火车站（Gare d'Oullins）），在让·马塞站（Jean Macé）下车即可，大约需要15分钟。

- 前往韦尼雪站（Gare de Vénissieux），在维莱特广场乘坐里昂有轨电车4号线（T4）（方向：费赞-韦尼雪医院（Hôpital Feyzin Vénissieux）），在韦尼雪站（Gare de Vénissieux）下车即可，全程大约需要30分钟。

- 前往里昂韦斯站（Gare de Lyon-Vaise），在维维耶-梅尔勒广场乘坐里昂地铁B线（方向：乌兰火车站（Gare d'Oullins）），在萨克斯-甘必大站（Saxe-Gambetta）换乘里昂地铁D线（方向：韦斯火车站（Gare de Vaise））即可到达，此方案全程大约需要30~40分钟。

- 前往里昂圣保罗站（Gare de Lyon-Saint-Paul），顺着维维耶-梅尔勒大道（Boulevard Marius Vivier Merle）向北步行大约5分钟（200米左右），在“Part-Dieu - Jules Favre”车站乘坐里昂公交C3路（无轨电车）（方向：圣保罗站（Gare Saint-Paul）），在终点下车即可，此方案全程大约需要30分钟。

- 前往里昂戈尔日迪卢站（Gare de Lyon-Gorge-de-Loup），在维维耶-梅尔勒广场乘坐里昂地铁B线（方向：乌兰火车站（Gare d'Oullins）），在萨克斯-甘必大站（Saxe-Gambetta）换乘里昂地铁D线（方向：韦斯火车站（Gare de Vaise）），在戈尔日迪卢站（Gorge de Loup）下车即可，此方案全程大约需要25~35分钟。

## 临近车站
| 里昂帕尔迪厄站（Gare de Lyon-Part-Dieu）               |                            |                   |
| 上行车站                                               | 线路                       | 下行车站          |
| 埃谢站←萨托奈站⇐                                       | 里昂－布雷斯地区布尔格铁路 | （起点）          |
| 马孔-洛谢TGV站←萨托奈站⇐                               | 法国高速铁路东南线         | （起点）          |
| 科隆日-方丹站←萨托奈站⇐                                | 里昂市区联络线             | ↗韦尼雪站 ↘费赞站 |
| 里昂佩拉什站                                           | 里昂－日内瓦铁路           | →克雷皮约拉帕普站 |
| - 注："⇐"或"⇒"为共线路段；本表仅显示运营中的线路及车站 |                            |                   |